# Yvonne Frank
Yvonne Frank (Duisburg, 7 februari 1980) is een voormalig hockeyster uit Duitsland. Ze vertegenwoordigde haar vaderland bij de Olympische Spelen van 2012 in Londen, waar de Duitse nationale ploeg als zevende eindigde in de eindrangschikking.
Frank speelde als keepster en kwam gedurende haar carrière uit voor de Duitse teams Rot-Weiss Köln en Uhlenhorster HC. Ze maakte haar debuut voor de nationale ploeg op 5 januari 2002 in de zaalhockeywedstrijd tegen Frankrijk (6-4).

## Erelijst
- 2000 – 4e Europees kampioenschap U21 in Leipzig
- 2001 – 7e Wereldkampioenschap U21 in Buenos Aires
- 2002 –  EK zaalhockey in Les Ponts de Cé
- 2003 –  WK zaalhockey in Leipzig
- 2003 –  Champions Challenge in Catania
- 2004 –  Champions Trophy in Rosario
- 2005 –  Europees kampioenschap in Dublin
- 2005 – 5e Champions Trophy in Canberra
- 2006 –  Champions Trophy in Amstelveen
- 2006 – 8e WK hockey in Madrid
- 2007 –  Champions Trophy in Quilmes
- 2007 –  Europees kampioenschap in Manchester
- 2008 –  Champions Trophy in Mönchengladbach
- 2008 – 4e Olympische Spelen in Peking [bron?]
- 2009 – 4e Champions Trophy in Sydney
- 2009 –  Europees kampioenschap in Amstelveen
- 2011 – 8e Champions Trophy in Amstelveen
- 2011 –  Europees kampioenschap in Mönchengladbach
- 2012 – 4e Champions Trophy in Rosario
- 2012 – 7e Olympische Spelen in Londen
- 2014 – 7e Champions Trophy in Mendoza
- 2015 –  WK zaalhockey in Leipzig
- 2015 –  Europees kampioenschap in Londen
- 2015 –  World League in Rosario